# Basecamp
Basecamp — распространяющийся по публично-облачной модели инструмент для управления проектами, совместной работы и постановки задач по проектам, созданный одноимённой компанией (до 2014 года компания носила название 37signals). В процессе разработки и практического использования Basecamp был создан фреймворк Ruby on Rails.

## История
Basecamp задумывался как средство управления проектами в небольших компаниях, состоящих из трёх-четырёх человек. Система разрабатывалась в первую очередь для внутреннего использования. Basecamp был запущен 1 февраля 2004 года, после четырёх месяцев разработки и дизайна.
В декабре 2005 года 37signals анонсировали несколько новых возможностей Basecamp, в том числе возможность сохранения файлов на серверах компании, а также создание партнёрской программы. В течение следующих лет функциональные возможности инструмента регулярно расширялись.

## Дополнения
Basecamp совместим со многими приложениями, виджетами и другими программами. На официальном сайте доступны многочисленные платные и бесплатные дополнения, среди которых мобильные приложения, отчёты, графики, модули планирования, бухгалтерские системы, инструменты для разработки программного обеспечения, компоненты учёта рабочего времени, виджеты для рабочего стола.
Сторонние разработчики могут самостоятельно создавать дополнения к Basecamp, используя API в стиле REST.

## Типы регистрации
Существует 4 типа платных подписок, отличающихся количеством проектов и размером файлового хранилища. Также компания предоставляет бесплатный 60-дневный испытательный срок и особый годовой пакет без ограничения на количество проектов. Кроме того, доступен бесплатный план без ограничений по времени использования для учителей.

## Критика
Несмотря на широкую популярность, Basecamp считается недостаточно приспособленным для ведения сложных и долговременных проектов, а также для использования в больших компаниях. В ответ на критику сооснователь компании-разработчика Фрид отмечал, что не собирается усложнять продукт по требованиям меньшинства пользователей с целью сохранить «фирменную» простоту
Basecamp определённо не является самым дешёвым продуктом с подобными функциональными возможностями: подписка стоит от 24 до 149 долларов США в месяц.
Одним из наибольших недостатков Basecamp, как и других веб-решений, является невозможность работы с системой во время неисправностей серверов компании. Подобные неполадки довольно часто вызывают негативные отзывы со стороны пользователей.